# Mustasch
Mustasch es una banda de heavy metal originaria de Suecia. Fue fundada en otoño de 1998 por Ralf Gyllenhammar, Hannes Hansson, Mats Hansson, y Mats Johansson en Gotemburgo.

## Historia
Mustasch fue fundada en Gotemburgo, Suecia en 1998, y grabó demos con el nombre de "The Mustasch Farm" en la isla de Orust desde donde fueron lanzadas a través de diferentes compañías discográficas de todo el mundo en pequeñas cantidades. En 2001 publicaron su primer EP The True Sound of the New West, iniciaron una gira y empezaron a hacerse un nombre por sí mismos en la escena metalera sueca. Eligieron el nombre "Mustasch" ("Bigote" en español) porque muchos de sus héroes musicales tenían bigote; como Freddie Mercury de Queen y Tony Iommi de Black Sabbath.
La banda publicó Above All en 2002 y Ratsafari en 2003, siendo ambos nominados a los Grammies suecos y ayudando al grupo a construir su reputación. La banda continuó su extensa gira y publicó Powerhouse en 2005 antes de cambiar de discográfica. El cambio a Regain Records se hizo para conseguir los canales adecuados para vender discos de metal y por el hecho de que la compañía tenía su sede cerca de Gotemburgo.
Su nueva discográfica les dio todo el control creativo y en 2006 lanzaron un EP titulado Parasite!. Pronto le seguiría su disco de 2007, Latest Version of the Truth, que les condujo a ganar su primer premio Grammy sueco tras haber sido nominados dos veces en el pasado. Siguiendo al lanzamiento del disco, la banda pospuso sus procesos de grabación en favor de una extensa gira para promocionarse; lo que llevó al lanzamiento de su álbum recopilatorio Lowlife Highlights.
En junio de 2008, el guitarrista Hannes Hansson anunció que abandonaba la banda debido a motivos familiares: "Ha sido un fantástico periodo de diez años con el grupo, pero ahora la banda ha crecido mucho con la gira mundial y toma demasiado de mi familia y de otras cosas en mi vida en las que ahora quiero poner toda mi prioridad."
El grupo continuó la gira programada con varios cambios en la formación antes de que David Johannesson de la banda de metal sueca Sparzanza fuera elegido como sustituto permanente.
Finalizando la primavera de 2009, Mustasch comenzó a trabajar en su nuevo álbum, anunciando también que el batería Mats 'Dojan' Hansson había dejado el grupo a causa de una artritis; Danne McKenzie, quien había tocado con la banda en numerosas ocasiones, ocupó su lugar. El 19 de agosto de 2009, el grupo anunció que había terminado la grabación del nuevo disco, titulado Mustasch, y que sería publicado el 30 de septiembre en Finlandia y Suecia, el 5 de octubre en Dinamarca y Noruega, y en el resto del mundo a principios de 2010.  El primer sencillo del álbum se titula "Mine".

## Formación
Miembros actuales

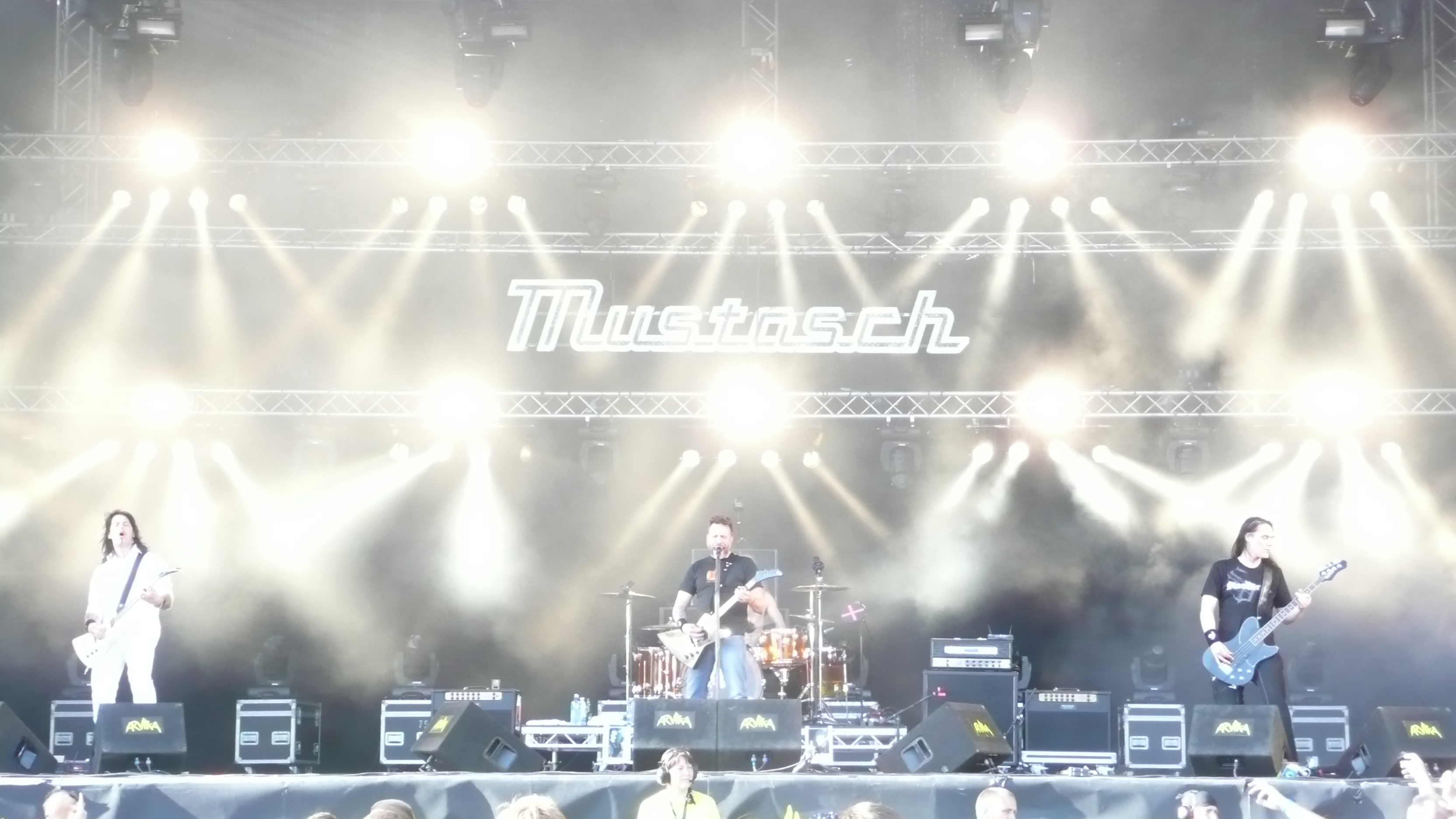
Arvika, julio de 2009

- Ralf Gyllenhammar - Voz y guitarra rítmica
- David Johannesson - Guitarra solista
- Mats 'Stam' Johansson - Bajo
- Robban Bäck - Batería

Miembros anteriores
- Hannes Hansson - Guitarra rítmica
- Mats 'Dojan' Hansson   - Batería, percusión
- Danne Mckenzie - Batería

Músicos de estudio
- Kristian Laimaa - Guitarra rítmica
- Martin Boman - Guitarra rítmica
- Leif Larsson - Bajo
- Danne McKenzie - Batería

## Discografía
Álbumes
- 2002 Above All
- 2003 Ratsafari
- 2005 Powerhouse
- 2007 Latest Version of the Truth
- 2009 Mustasch
- 2011 The New Sound Of The True Best (canciones antiguas regrabadas)
- 2012 Sounds Like Hell, Looks Like Heaven
- 2014 Thank You for The Demon
- 2015 Testosterone
- 2018 Silent Killer

Extended plays
- 2001 The True Sound of the New West
- 2006 Parasite!

Grabaciones en vivo
- 2008 In the Night (DVD)

Sencillos
- 2002 "I Hunt Alone"
- 2002 "Down in Black"
- 2003 "Black City"
- 2004 "6:36"
- 2005 "Dogwash"
- 2005 "I'm Alright"
- 2007 "Double Nature"
- 2007 "Bring Me Everyone"
- 2008 "Spreading the Worst"
- 2009 "Mine"
- 2011 "The Challenger"
- 2012 "It's Never Too Late"
- 2013 "Feared And Hated"
- 2016 "Midnight Runner"
- 2017 "Änglahund"
- 2017 "Hound From Hell"
- 2017 "Lawbreaker"
- 2018 "Fire"
- 2018 "Winners"

Demos y recopilaciones
- 1999 Daredevil Magazine / Burn the Streets Vol. 1
- 1999 Molten Universe - Volume One
- 2000 Underdogma - Judge Not ...
- 2000 Daredevil Magazine / Burned Down to Zero
- 2002 All Areas Volume 29
- 2003 All Areas Volume 44
- 2002 The Encyclopedia Of Swedish Hard Rock And Heavy Metal, Volume II
- 2003 Music Plato Mania Sampler Volume 1
- 2003 Off Road Tracks Vol. 65
- 2003 P3 Popstad 2003 Växjö
- 2007 Target Roskilde 07
- 2008 Lowlife Highlights